# Kanton Menat
Kanton Menat (fr. Canton de Menat) je francouzský kanton v departementu Puy-de-Dôme v regionu Auvergne. Tvoří ho 12 obcí.

## Obce kantonu
- Blot-l'Église
- Lisseuil
- Marcillat
- Menat
- Neuf-Église
- Pouzol
- Saint-Gal-sur-Sioule
- Saint-Pardoux
- Saint-Quintin-sur-Sioule
- Saint-Rémy-de-Blot
- Servant
- Teilhet